# Matías Plaza
Matías Andrés Plaza Barrios (* 22. Januar 2001 in Casablanca) ist ein chilenischer Fußballspieler, der auf der Position eines Mittelfeldspielers eingesetzt wird.

## Karriere
Matías Plaza unterschrieb 2021 einen Profivertrag bei Deportes Iquique, nachdem er bei den Santiago Wanderers in der Jugend gespielt hatte und dort Kapitän gewesen war. Nach einem Jahr in Iquique kehrte er zu den Wanderers zurück und war Stammspieler beim Team aus der Primera B. Im Januar 2024 wechselte er zu Ñublense in die Primera División.

## Sonstiges
Sein Zwillingsbruder Diego Plaza ist und sein Bruder Marco Plaza war ebenfalls Profifußballspieler.